# Portretul lui Émile Zola
Portretul lui Émile Zola este o pictură în ulei pe pânză din 1868 a pictorului francez Édouard Manet.
La acest moment, Zola era cunoscut pentru criticile sale despre artă și, mai ales, pentru scrierea romanului Thérèse Raquin. Aceasta spunea povestea unei aventuri adultere între Thérèse, soția unui funcționar dintr-o companie feroviară și un pictor în devenire pe nume Laurent, ale cărui lucrări, precum cea a prietenului lui Zola, Paul Cézanne, sunt denigrate de critici. În cel de-al unsprezecelea capitol, este evocat mediul din Prânzul la iarbă verde, în scena crimei, unde Camille, soțul, iese pentru o zi împreună cu soția sa și iubitul ei la Saint-Ouen.
Pe perete este o reproducere a tabloului Olympia de Manet, un tablou controversat la Salonul din 1865, dar pe care Zola îl considera cea mai bună lucrare a lui Manet. „În spatele ei se află o gravură a tabloului Bacchus a lui Velázquez care indică gustul pentru arta spaniolă împărtășit de pictor și scriitor. O gravură a unui luptător japonez Utagawa Kuniaki al II-lea completează decorul.” Un paravan pliabil japonez în partea stângă a imaginii amintește rolul pe care Orientul Îndepărtat l-a jucat în revoluționarea ideilor despre perspectivă și culoare în pictura europeană.